# Arnaldo Febres
Arnaldo Febres Salicrup (Hato Rey, 22 novembre 1978) è un ex cestista portoricano.

## Carriera
Con Porto Rico ha disputato i Giochi panamericani di Winnipeg 1999.